# Mixage réducteur
Le mixage réducteur (Downmixage ou downmix en jargon) est la réduction automatique d'un mixage multicanal en un mixage  stéréo ou mono.

## Principe
Le mixage multicanal numérique diffusé en HD (usuellement 5.1) sera réduit en stéréo pour les téléspectateurs ne possédant qu'un téléviseur dont le son est en stéréo ou en mono. C'est la box qui procèdera à cette opération ou le décodeur intégré au téléviseur ou la set-top box du décodeur home cinéma.
Cette technique est utilisée principalement en télévision haute définition et éventuellement pour le DVD.

### Métadonnées
Des métadonnées seront utilisées pour procéder à cette réduction automatique du mixage de 5.1 en stéréo. Ces métadonnées donneront des instructions de balance au mélangeur incorporé.